# Chalepogenus nigripes
Chalepogenus nigripes är en biart som först beskrevs av Heinrich Friese 1899.  Chalepogenus nigripes ingår i släktet Chalepogenus och familjen långtungebin. Inga underarter finns listade i Catalogue of Life.